# Heiligenkreuz (Herrschaft)
Die Herrschaft Heiligenkreuz war eine Grundherrschaft im Viertel unter dem Wienerwald im Erzherzogtum Österreich unter der Enns, dem heutigen Niederösterreich.

## Ausdehnung
Die Herrschaft, die mit der Herrschaft Wildegg verbunden war, umfasste zuletzt die Ortsobrigkeit über Heiligenkreuz, Gaden, Siegenfeld, Sittendorf, Dornbach, Meyerling, Füllenberg, Grub, Sattelbach, Preinsfeld und Sulz. Der Sitz der Verwaltung befand sich im Stift Heiligenkreuz.

## Geschichte
Letzter Inhaber der Stiftsherrschaft war Edmund Komáromy in seiner Funktion als Abt des Stifts Heiligenkreuz, bis in Folge der Reformen 1848/1849 die Herrschaft aufgelöst wurde.